# Вкладка

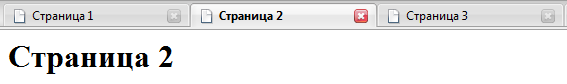
Пример вкладок в Mozilla Firefox 2

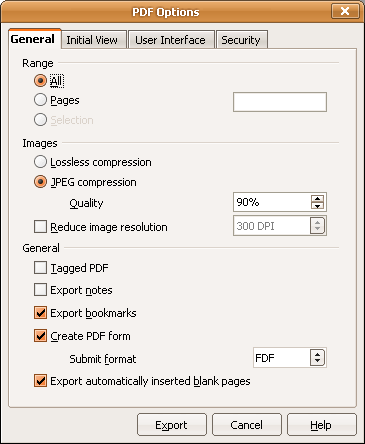
Пример вкладок в OpenOffice.org

Вкла́дка (англ. tab) — элемент графического интерфейса пользователя, который даёт возможность переключения в одном окне приложения между несколькими открытыми документами или предопределёнными наборами элементов интерфейса, когда их доступно несколько, а на выделенном для них пространстве окна можно показывать только один из них. 
Вкладка представляет собой «выступ» с надписью, расположенный на границе выделенной под сменное содержимое области экрана. Клик мышью по вкладке делает её активной, и на управляемой вкладками области экрана отображается соответствующее ей содержимое. Вкладки располагаются друг за другом горизонтально, реже - вертикально.
В отношении этого элемента интерфейса в окнах настроек часто применяют название «закладка». Исходная метафора — закладки в книге, дающие доступ к определённым страницам, выступающие за границы блока страниц. Но когда этот подход придумали использовать в интернет-браузерах для управления открытыми страницами, это название стало конфликтовать с понятием «сохранённая ссылка», которые в том контексте начали по-русски называться «закладками» задолго до этой идеи. Поэтому в браузерах этот элемент управления стали называть «вкладками», и теперь его всё чаще так называют и в других контекстах.
Большое количество страниц с параметрами в диалоговых окнах настройки приложений иногда управляется не вкладками, а линейным или иерархическим списком, располагаемым слева от области настроек. Некоторые приложения имеют возможность выбора любого из вариантов отображения иерархии элементов вкладки-параметры, яркий пример — MediaInfo.
Интерфейс приложений, имеющих вкладки для управления документами, обычно относят к типу TDI (англ. tabbed document interface). TDI-интерфейс используется в браузерах, мессенджерах (сессии в Miranda IM, mIRC), клиентах файлообменных сетей (соединения с хабами в DC++) и в других приложениях.